# シリル・ローズ

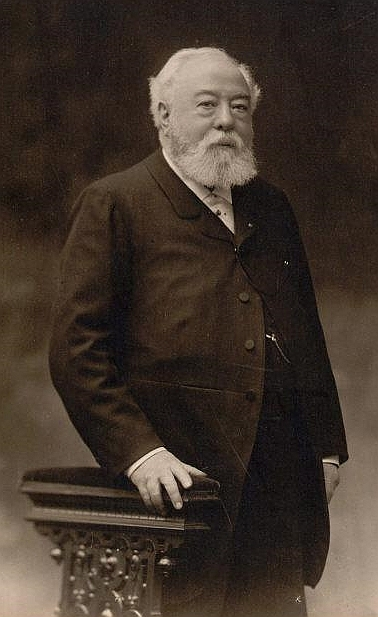
シリル・ローズ、1880年、ピエール・プティ:en:Pierre Petit撮影

クリゾゴーヌ・シリル・ローズ（Chrysogone Cyrille Rose, 1830年2月13日 レストレム, パ＝ド＝カレー - 1902年 モー）は、フランスのクラリネット奏者、教育者、作曲家。
パリ音楽院でイアサント・クローゼに師事し、1847年にプルミエ・プリを獲得。ソリストとして広範に活動することはなく、オーケストラ奏者として重要な地位にあり、1857年から1891年にかけてパリ・オペラ座管弦楽団の首席奏者を務め、また1857年から1871年にかけてパリ音楽院管弦楽団に在籍した。
ローズは1876年から1900年までパリ音楽院の教授となり、後進の指導にも成果を残した。弟子にはルイ・カユザック、ポール・ジャンジャン、アンリ・セルメールとアレクサンドル・セルメールなどがいる。また、後に続く卒業試験曲の新作委嘱をクラリネット科において始めた教授でもあり、1897年から退任までの4年間でジョルジュ・マルティ、シャルル＝マリー・ヴィドール（『序奏とロンド』Introduction et Rondo, Op.72）、アンドレ・メサジェ（『コンクールの独奏曲』Solo de Concours）、オーギュスタ・オルメスに作品を委嘱し、メサジェを除いた3人からは公式に作品を献呈されてもいる。
作曲家としては、オーボエ奏者フランツ・ヴィルヘルム・フェルリンクの練習曲を編曲した『32の練習曲』、自作の『40の練習曲』が有名で、どちらもクラリネットのためのスタンダードな練習曲として広く教育現場で用いられている。